# Понсан
Понсан (кор. 봉상, 烽上,  Bongsang, Pongsang; пом. 300) — корейський ван, чотирнадцятий правитель держави Когурьо періоду Трьох держав.

## Біографія
Був старшим сином вана Сочхона. З юнацьких років мав репутацію зарозумілої, заздрісної та розпусної людини. Одразу після коронації Понсан наказав убити свого дядька, звинувативши його у зраді.
293 року до Когурьо вторглись племена сяньбі. Понсан сховався в горах, а проти сяньбі виступив правитель півночі Ко Но-джа й переміг загарбників, за що був нагороджений ваном.
296 року стався сильний мороз і град, що винищили врожай, однак король, попри численні скарги народу, продовжував реконструкцію власного палацу.
Наступного місяця ван звинуватив у змові свого молодшого брата та змусив його вчинити самогубство. Втім син останнього, майбутній ван Мічхон, зумів утекти та врятувати своє життя.
Зрештою, 300 року міністри вана організували переворот, повалили та змусили вчинити самогубство Понсана і двох його синів, а трон зайняв його племінник Мічхон.